# Speed (jeu)
Pour les articles homonymes, voir Speed.
 (mars 2023).
Si vous disposez d'ouvrages ou d'articles de référence ou si vous connaissez des sites web de qualité traitant du thème abordé ici, merci de compléter l'article en donnant les références utiles à sa vérifiabilité et en les liant à la section « Notes et références ».
Speed est un jeu de société au format jeu de cartes, inspiré de Flip, créé par Reinhard Staupe en 1995 et édité par Adlung.
Le jeu oppose 2 joueurs avec un jeu de 60 cartes spéciales. Chaque carte comporte un certain nombre de symboles d'une même couleur. 
Les couleurs sont rouge, bleu, rose, vert, jaune noir (ou rouge, bleu, violet, vert, jaune, gris) ; les symboles drapeau, étoile (ou croix), cerf-volant, ballon, maison, sapin ; les nombres vont de 1 à 5.
Pour commencer le jeu les 60 cartes sont distribuées. Ensuite chaque joueur pose une carte, face cachée, au centre, puis prend 3 cartes dans sa main, qu'il ne montre pas à l'autre joueur.
Les 2 joueurs retournent ensemble les 2 cartes cachées du centre et le jeu commence.
Les deux concurrents jouent simultanément, posant leurs cartes le plus vite possible au centre. Le but du jeu est d'être le premier à se débarrasser de toutes ses cartes en les posant sur une carte présentant une caractéristique commune : nombre, couleur ou symbole.
Le jeu se joue à partir de 7 ans.